# Regierung des Herzogtums Nassau

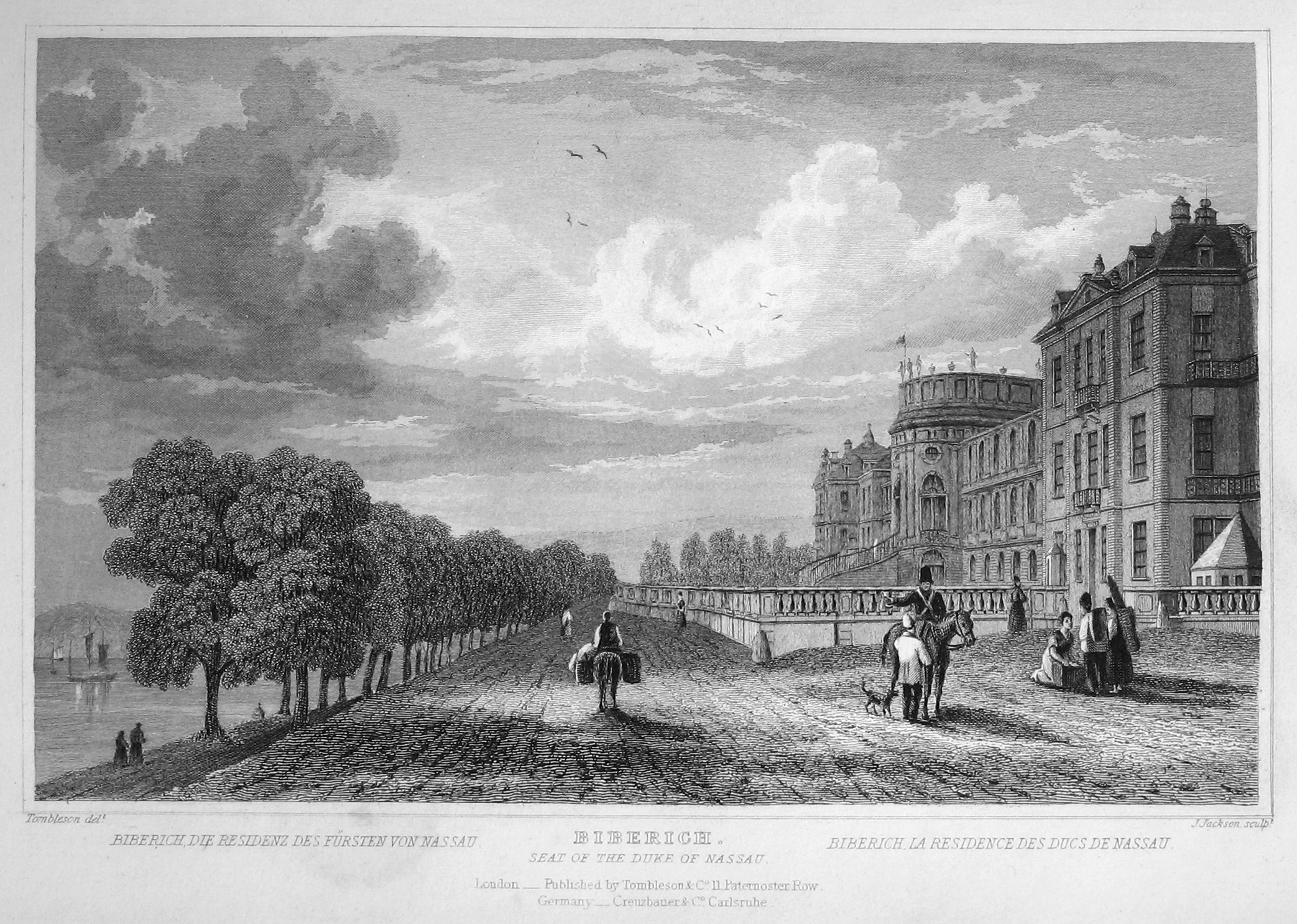
Schloss Biebrich, bis 1842 Regierungssitz

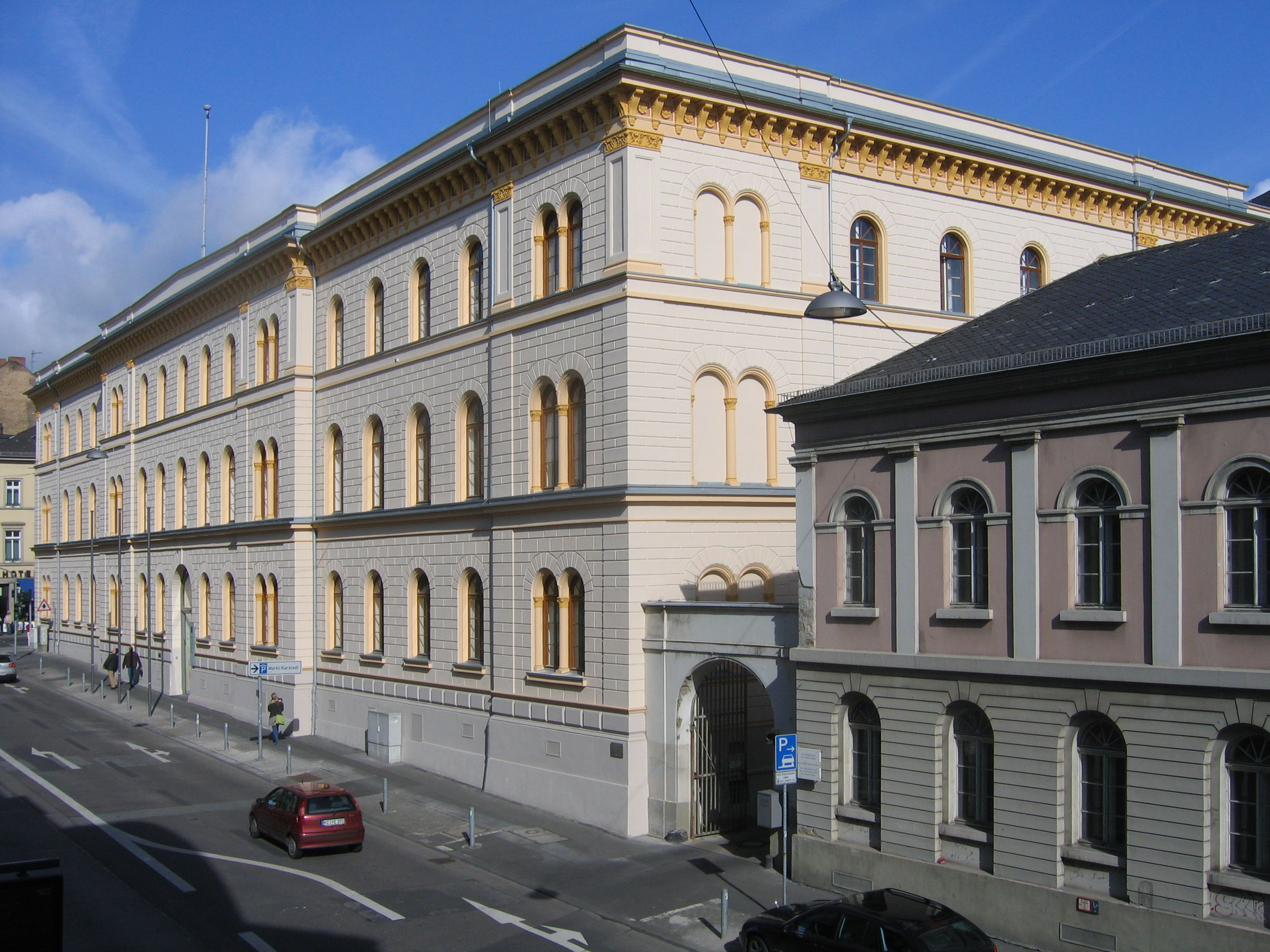
Ministerialgebäude in Wiesbaden, ab 1842 Regierungssitz

Die Regierung des Herzogtums Nassau war die Exekutive des Herzogtums Nassau von dessen Gründung 1806 bis zu dessen Ende 1868. Bis 1842 hatte sie ihren Sitz im Schloss Biebrich, danach im Ministerialgebäude in Wiesbaden.

## Ausgangssituation und erste gemeinsame Institutionen

### Übersicht
Das Herzogtum Nassau entstand aus 39 vorher selbstständigen Teilen und Territorien sehr unterschiedlicher Herkunft. So hatte Nassau im Reichsdeputationshauptschluss 1803 eine Reihe von mediatisierten und im Zusammenhang mit der Bildung des Rheinbundes Gebiete erhalten. Nassau übernahm jeweils die (vielfach sehr kleinteilige) Verwaltungsstruktur der Vorgängerterritorien.
Auf der oberen Ebene entstanden 7 Regierungen: Neben den bisherigen nassauischen Regierungen zu Wiesbaden, Weilburg, Ehrenbreitstein, Hachenburg und Altenkirchen wurde ein gemeinschaftliches Ministerium und am 6. September 1806 als eine Administrationskommission mit Sitz in Wiesbaden als erste gemeinsame Zentralbehörde für die Gebiete der mediatisierten Fürsten, Grafen und Herren geschaffen. 1806 erfolgte die Auflösung der Nassau-Usingischen Regierung Altenkirchen. Die Administrationskommission wurde mit Edikt vom 25. Juli 1809 zum 1. September 1809 und die Regierung Hachenburg mit Edikt vom 1. August 1809 aufgehoben. Damit war neben dem gemeinsamen Ministerium eine mittlere Verwaltungsebene aus drei Regierungsbezirken entstanden: Wiesbaden, Weilburg und Ehrenbreitstein.

### Die Regierung von Nassau-Usingen
Das Fürstentum Nassau-Usingen hatte seine Hauptstadt 1744 von Usingen nach Wiesbaden verlegt. Die Leitung der Regierung zu Wiesbaden, die jahrzehntelang von Karl Friedrich von Kruse wahrgenommen worden war, ging nach dem Reichsdeputationshauptschluss 1803 auf Ernst Franz Ludwig Marschall von Bieberstein über.
Neben der Regierung bestanden in Nassau-Usingen noch folgende Oberbehörden:
- die Hofkammer mit Sitz in Wiesbaden
- das Hofgericht mit Sitz in Wiesbaden
- das Konsistorium mit Sitz in Wiesbaden
- die Regierung Altenkirchen für die ehemalige Grafschaft Sayn-Altenkirchen

### Die Regierung von Nassau-Weilburg
Während die Usinger Regierung bereits ein erhebliches Maß an Zentralisierung aufwies, war die Staatsspitze in Nassau-Weilburg sehr inhomogen.
Es bestanden
- für das bisherige Fürstentum Nassau-Weilburg
  - die Regierung Weilburg
  - die Hofkammer mit Sitz in Weilburg
  - das Hofgericht mit Sitz in Weilburg
  - das Konsistorium mit Sitz in Weilburg
- insbesondere für die früheren Kurkölner und Kurtrierischen Gebiete an Rhein und Lahn
  - die Regierung Ehrenbreitstein
  - der Justizsenat in Ehrenbreitstein
  - das Hofgericht mit Sitz in Ehrenbreitstein
- für die früheren oranischen Gebiete
  - die Regierung Hachenburg
  - die Hofkammer mit Sitz in Hachenburg
  - das Konsistorium mit Sitz in Hachenburg

An der Spitze der Nassau-Weilburger Regierung stand seit 1788 der leitende Minister Hans Christoph Ernst von Gagern.

### Gemeinsame Institutionen bei der Gründung des Herzogtums
Bereits vor Gründung des Herzogtums bestanden für das Gesamthaus Nassau als gemeinsame Institutionen der Lehenshof und das Oberappellationsgericht Hadamar.

### Die vorläufige Punktation
Am 3. September 1806 legte der Nassau-Usingische Regierungsdirektor und Geheime Rat Ludwig Christian Vigelius eine Denkschrift vor, wie die Verwaltungsorganisation des Herzogtums beschaffen sein sollte. Kern des Vorschlages war ein hohes Maß an Dezentralität. Die Usinger und die Weilburger Verwaltungsorganisation sollten erhalten bleiben und "jede unnötige Gemeinschaft" vermieden. Hintergrund war die Doppelspitze des Herzogtums in der zwar Friedrich August (Nassau-Usingen) Herzog geworden war, sein Vetter Friedrich Wilhelm (Nassau-Weilburg) jedoch Mitregent.
Lediglich die neu erworbenen reichsritterlichen Gebiete sollten in der gemeinsamen Administrationskommission gemeinsam verwaltet werden. Ziel der gemeinsamen Verwaltung sollte die Einführung der alt-nassauer Verwaltungsstrukturen auch in diesen Gebieten sein. Diesen Vorschlägen schloss sich auch der Geheime Rat, Hofgerichts- und Konsistorialsdirektor August Bernhard Huth, der um ein Zweitgutachten gebeten worden war, am 4. September 1806 an, der jedoch darauf hinwies, dass diese Administrationskommission nur zeitlich befristet arbeiten sollte und die Gebiete mittelfristig den Usinger und Weilburger Regierungen direkt unterstellt werden sollten.
Herzog und Mitregent schlossen sich diesen Vorschlägen an und erließen am 5. September 1806 die vorläufige Punktation. Mit dieser wurde die Administrationskommission und ein gemeinschaftliches Ministerium geschaffen.

### Das gemeinschaftliche Ministerium
Das gemeinschaftliche Staatsministerium bestand aus vier Politikern. Als an Dienstjahren ältester Geheimer Rat stand der bisherige leitende Minister Nassau-Weilburgs Hans Christoph Ernst von Gagern an der Spitze des Staatsministeriums. Ebenso wie Gagern trug von Ernst Franz Ludwig Marschall von Bieberstein den Titel Minister. Mit dem Titel eines assistierenden Rates gehörten Ludwig Christian Vigelius und August Bernhard Huth dem Staatsministerium an. Alle vier wurden von beiden Regenten patentiert und jeweils beiden verantwortlich.
Eine klare Aufteilung von Verantwortlichkeiten und Ressorts gab es nicht. Gagern war federführend in der Innen-, Finanz- und Wirtschaftspolitik, Marschalls Schwerpunkte waren die Außenpolitik und die Verwaltungsreform.

## Die Reform der Zentralverwaltung 1806 bis 1815
Die Zeit zwischen der Gründung des Herzogtums und 1815 waren bestimmt durch Unsicherheit. Die Abhängigkeit von Frankreich (Kaiser Napoleon war als Protektor des Rheinbundes sozusagen Oberherr des Herzogtums), die wechselnden Koalitionskriege und der Konflikt zwischen den Traditionen des alten Regimes und den neuen Ideen der Zeit führten dazu, dass die Veränderungen der Zentralverwaltung ohne erkennbare Systematik erfolgten.
Im Dezember 1806 wurde als erster Schritt die Regierungskanzlei in Altenkirchen aufgelöst. Das Gebiet wurde als Amt Altenkirchen dem Regierungsbezirk Ehrenbreitstein zugewiesen.
Mit Reskript vom 24. März 1807 wurde die Hofkammer in Hachenburg aufgelöst und die beiden zugehörigen Rentnereien der Weilburger Kammer zugewiesen, nachdem Luise, die Frau von Fürst Friedrich Wilhelm zugestimmt hatte. Luise war eine geborene Sayn-Hachenburg und Erbin der Grafschaft.
Mit Edikt vom 25. Juli / 1. August 1809 (das Doppeldatum resultiert aus der Tatsache, dass beide Regenten zu unterschiedlicher Zeit das Edikt unterschrieben haben) wurde die Administrationskommission sowie Regierung und Konsistorium in Hachenburg aufgelöst.
Am Ende dieses Prozesses bestanden drei Regierungsbezirke mit sehr unterschiedlicher Größe. Im Regierungsbezirk Wiesbaden lebten 168.000 Einwohner, im Regierungsbezirk Ehrenbreitstein 134.000 und im Regierungsbezirk Weilburg 24.000.
Im Mai 1809 wurde Marschall von Bieberstein erster Minister und löste Gagern ab.

## Die Ibell’sche Verwaltungsreformen
Spätestens mit den territorialen Veränderungen aufgrund der auf dem Wiener Kongress sowie anschließenden zwischenstaatlich getroffenen Vereinbarungen Preußen und Hessen war eine Neuorganisation der Verwaltung zwingend geworden.
Diese wurden durch den Geheimen Rat und Direktor der Ministerialkanzlei Carl Friedrich Emil von Ibell in die Wege geleitet. Sie waren Teil der liberalen Ibell’schen Verwaltungsreformen, zu denen auch die Neuordnung der Kirchen und die Simultanschule gehörten. Ibel war der engste Mitarbeiter Marschalls und hatte so die Möglichkeit, auch für die Umsetzung der Reformen zu sorgen.

### Das Staatsministerium
Mit Organisationsedikt vom 9. / 11. September 1815 wurden als erster Schritt die Zentralbehörden reorganisiert. An der Spitze der Verwaltung stand das Staatsministerium und an dessen Spitze der dirigierende Staatsminister. Er hatte weitreichende Vollmachten und war allen anderen Zentralbehörden übergeordnet. Er hatte das alleinige Vortragsrecht beim Herzog für alle Fragen, bei denen die Zustimmung des Herzogs notwendig war.
Dem Staatsminister unterstand eine Ministerialkanzlei und eine Kommission zur Prüfung der Staatsbediensteten.

### Der Staatsrat
Der Staatsrat war ein beratendes Gremium, bestehend aus dem Herzog, den herzoglichen Prinzen, dem Staatsminister und vom Herzog benannten höhere Beamten. Seine Aufgabe war die Prüfung des Landesetats, bevor dieser den Landständen übergeben wurde und weitere Aufgaben nach Wunsch des Herzogs. Der Herzog nutzte dieses Instrument nicht und der Staatsrat hatte nur geringe Bedeutung.

### Die Landesregierung
Die Landesregierung unterstand einem Regierungspräsidenten (als solcher wurde Ibell ernannt). Sie war Nachfolger aller Regierungen, Konsistorien, Direktionen und Deputationen. Inhaltlich deckte sie den überwiegenden Teil der Verwaltung ab und teilte sich in drei Abteilungen:
- Kirchen- und Schuldepartement mit Armenwesen
- Medizinaldepartement einschließlich der Strafanstalten und
- ein Polizeidepartement, dem auch die Aufsicht über die Ämter und Kommunen oblag.

### Weitere Zentralbehörden
Als oberstes Gericht blieb das Oberappellationsgericht bestehen. Untergeordnet waren ihm das Hofgericht in Dillenburg.
Die Militärverwaltung blieb dem Kriegskollegium übertragen.
Die Generalsteuer- und die Generaldomänendirektion war für die Steuer- und Abgabenerhebung zuständig.
Die drei Regierungen wurden aufgehoben. Die Ämter waren direkt der Landesregierung untergeordnet.

## 1848
Während 1815 die Zentralbehörden den Anfang der Reorganisation bildeten, waren sie bei den liberalen Reformen nach der Märzrevolution 1848 die letzten. Erst mit dem Gesetz die Organisation der Central-Behörden betreffend vom 19. Oktober 1849 wurde die Verwaltungsspitze neu geordnet. Als Ziel wurde eine "Vereinfachung der Staatsverwaltung" angegeben. Der dirigierende Staatsminister verlor seine Machtfülle. Alle Zentralbehörden wurden in das Staatsministerium eingegliedert, das wiederum aus vier Ministerien bestand:
- Justizministerium
- Innenministerium
- Kriegsministerium
- Finanzministerium

Das Gesamtministerium arbeitete als Kollegialorgan, der Justizminister stand der Gesamtregierung als Ministerpräsident vor.
Ein Außenministerium war nicht vorgesehen, da davon ausgegangen wurde, dass diese Funktion nun auf Ebene des Reiches angesiedelt sein würde.

## Reaktionsära
In der Reaktionsära wurde auch die neue Organisation des Staatsministeriums rückgängig gemacht. Der Herzog nutzte die Demission von Friedrich von Wintzingerode als Staatsminister, um mit provisorischer Verordnung vom 7. Februar 1852 dessen Nachfolger August Ludwig zu Sayn-Wittgenstein-Berleburg von der Leitung einer Ministerialabteilung zu entbinden, um ihn aus der Kabinettsverantwortung zu nehmen. Eine Regierungsvorlage vom 21. April 1852 sollte diese Regelung in Gesetzesform bringen. Beide Kammern waren sich in der Beurteilung nicht einig. Während die zweite Kammer eine behutsame Annäherung an die vorrevolutionäre Organisationsform forderte, hielt die Erste Kammer kolligiale Strukturen für erhaltenswert. Das Gesetz vom 24. Juli 1854 führte letztlich zu einer weitgehenden Restauration der vorrevolutionären Regierungsorganisation.
Neu war jedoch eine Rekursinstanz. Bei Konflikten zwischen den Sektionen des Staatsministeriums oder den Sektionen mit nachgeordneten Verwaltungsbehörden sollten diese Konflikte in einer gemeinsamen Sitzung des Ministerialdirektors, des Kriegsdepartements, der Landesregierung, des Finanzkollegiums und eines Ministerialrates des betroffenen Ministerium gelöst werden.

## Staatsminister

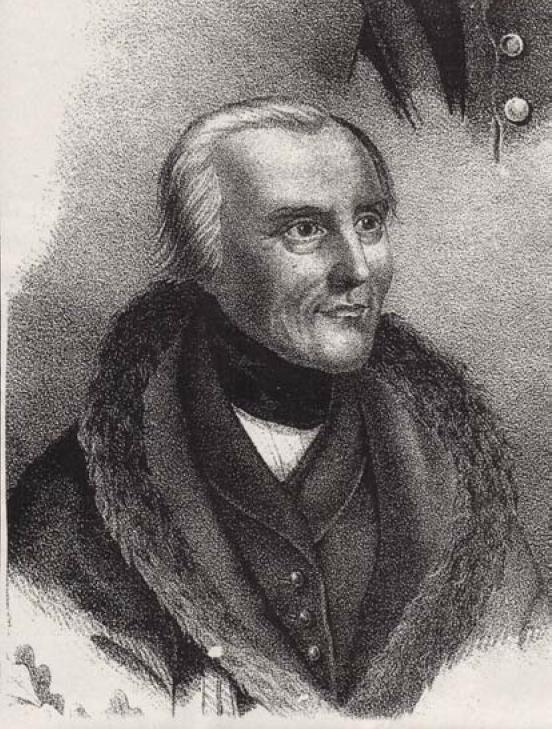
Hans Christoph Ernst von Gagern

| Staatsminister                                     | Von  | Bis  |
| -------------------------------------------------- | ---- | ---- |
| Hans Christoph Ernst von Gagern                    | 1806 | 1811 |
| Ernst Franz Ludwig Marschall von Bieberstein       | 1806 | 1834 |
| Carl Wilderich von Walderdorff                     | 1834 | 1842 |
| Friedrich Anton Georg Karl von Bock und Hermsdorf  | 1842 | 1843 |
| Emil August von Dungern                            | 1843 | 1848 |
| August Hergenhahn                                  | 1848 | 1849 |
| Friedrich Gerhard von Winzingerode                 | 1849 | 1852 |
| Prinz August Ludwig zu Sayn-Wittgenstein-Berleburg | 1852 | 1866 |
| August Hergenhahn                                  | 1866 | 1866 |